# 雷根糖
果冻豆（英語：Jelly Bean，英文直譯為果凍豆），糖果的一種，主要成份是砂糖、澱粉和糖漿外表有一層的糖衣，內部是軟糖；在歐洲和美國是一種非常受歡迎的糖果。
中文名稱「雷根糖」，來自於美國前總統最喜歡吃果冻豆（由Jelly Belly公司出產）的愛好，甚至在他的喪禮時也放了一小罐Jelly Belly的果冻豆在口袋中隨他下葬。

## 果冻豆的名牌
最有名的果冻豆生產商為果凍豆公司（Jelly Belly），該公司在1898年成立，主要生產果冻豆。現時市面有極多種口味給人們選擇，還可以和其他口味的果冻豆加在一起吃變成其他口味的甜品口味。

## 外表
果冻豆外表像豆，不同的製造商有不同的口味、顏色和形狀。

## 外部連結
- 美國Jelly Belly網址 （页面存档备份，存于）
- Jelly Belly網址
- 春日井製糖網址 （页面存档备份，存于）